# Halictus tripartitus
Halictus tripartitus är en biart som beskrevs av Cockerell 1895. Halictus tripartitus ingår i släktet bandbin, och familjen vägbin. Inga underarter finns listade i Catalogue of Life.